# 张翔凤
張翔鳳（1671年12月11日—？年），字召山，四川敘州府富順縣人，康熙二十九年庚午科四川鄉試第三十八名舉人，康熙三十年辛未科詩三房中式第93名，殿試三甲六十五名進士，欽授翰林院庶吉士。康熙五十一年（1712年）任建宁府知府。